# Caroline Costa
Caroline Costa (Moissac, 9 maggio 1996) è una cantante francese rivelata nella terza stagione di La France a un Incroyable talent, dove si è posta al secondo posto. Ha anche usato il nome d'arte Blue Velvet. Ha partecipato alla troupe di Robin de bois, insieme a M. Pokora.

## Biografia
Nata il 9 maggio 1996 a Moissac, Caroline Costa è cresciuta nel Tarn-et-Garonne a Castelsarrasin, con i genitori Laurence e Joachim Costa e sua sorella Lucie. È di origine portoghese, italiana e francese.

### Gli inizi
Caroline Costa ha fatto la sua prima apparizione in TV nel 2002 come parte dello spettacolo Stars à domicile quando Jenifer è venuta a casa sua per fare una sorpresa a sua sorella Lucie. Durante l'estate del 2005, ha fatto un provino per Eurovision Junior, creato di recente. Ma per preservare l'infanzia della figlia rischiando di essere pubblicizzata, i genitori decidono in definitiva di fermare tutto. Ha poi eseguito alcuni atti di apertura per Patrick Fiori, Patxi, Michal, Anne-Laure Sibon e Hoda.
Nel 2007 è stata selezionata per entrare a far parte del gruppo Pop System prodotto dallo spettacolo IAPIAP (sponsorizzato da M. Pokora) con il quale ha registrato un singolo dal titolo Laissez-nous dire, che ha raggiunto il 12º posto in Francia.
Nella primavera del 2008, dopo nuove apparizioni sulla televisione francese in vari spettacoli Stars à domicile, 100% Mag, Ça se discute, Les Années bonheur, Caroline Costa prende parte alla terza stagione di Incroyable Talent. Si è classificata finalista al concorso che poi l'ha rivelata al grande pubblico. L'anno successivo, ha registrato una versione spagnola di Without You di Badfinger con Abraham Mateo. Nel settembre 2009 partecipa anche all'album pubblicato a favore dell'associazione AIDES.

### Primi passi da sola
Il 20 dicembre 2010, Caroline Costa ha pubblicato il suo primo singolo Qui je suis, che ha eseguito poche settimane prima durante la semifinale della quinta stagione di La France a un incroyable Talent. Il brano è al 15º posto in Francia e ha raggiunto il 97º posto nelle vendite di singoli per l'anno 2011. Il seguente singolo Je t'ai menti (un duetto con Ulrik Munther) è stato pubblicato nel 2011, ha raggiunto solo il 107º posto in Francia ma va molto meglio nel Belgio francofono, poiché si colloca al 6º posto. Inizialmente previsto per l'uscita il 27 febbraio 2012, il suo primo album, intitolato J'irai, frutto di una collaborazione con Kerredine Soltani, è stato rilasciato il 5 marzo 2012; si classificherà al 62º posto nelle vendite di album in Francia e al 53° nel Belgio francofono. Nel giugno 2012, Caroline Costa ha pubblicato il suo terzo singolo On a beau dire.
Nello stesso anno ha eseguito la prima parte dei concerti di Laura Pausini a Paris Bercy e in diversi apici in Francia.. Sempre nel 2012, ha ottenuto il ruolo di Bédélia nel musical Robin de bois che è stato presentato nel settembre 2013. Successivamente, ha registrato Me voici per il film Barbie - La principessa e la popstar.
Contemporaneamente alla sua carriera musicale, è succeduta a Sarah Michelle nel 2011 come conduttrice di Kids 20, un programma trasmesso su Télétoon+ (che l'ha resa la più giovane conduttrice della televisione francese quando aveva solo 15 anni). Ha posto fine a questa attività di conduttrice televisiva nel giugno 2013 per dedicarsi al suo nuovo progetto: un musical.
Nel 2013 ha registrato un duetto con Jaws Petite Princesse Fiona. Un omaggio a una bambina di cinque anni di nome Fiona, uccisa dal suo patrigno nel maggio 2013. Un caso che aveva scosso la Francia.
Ha anche partecipato a Fort Boyard nel luglio 2011 ed è tornata lì nel dicembre 2012 per uno speciale di Natale insieme ad Amel Bent.

## Robin de bois
Nel 2012, Caroline Costa ha ottenuto uno dei ruoli principali nel musical Robin de bois, al fianco di M. Pokora. Interpreta Bédélia, la figlia dello sceriffo di Nothingam, che si innamora del figlio di Robin, Adrien, interpretato da Sacha Tran. Dopo numerose esibizioni al Palais des Congrès di Parigi, la troupe ha iniziato una tournée in Francia, Belgio e Svizzera. Da questo musical è uscito un singolo eseguito da Caroline Costa, dal titolo J'ai dit oui. Canta anche in duetto con Sacha Tran Laissez-nous vivre e Terre.

## Periodo recente
Durante l'estate del 2015, Caroline Costa ha pubblicato, sotto lo pseudonimo di Blue Velvet, un singolo electro trendy intitolato Blue, poi nel gennaio 2016 ha svelato - questa volta con il suo nome - un nuovo titolo, una cover per pianoforte/voce di What a feeling (dal film Flashdance), copertina accompagnata da una clip rilasciata contemporaneamente.
Nel 2016 ha pubblicato il singolo Ailleurs seguito da Maintenant.
Decide di pubblicare un EP acustico composto da 6 tracce il 16 giugno 2017. Il 17 novembre dello stesso anno esce il suo secondo album omonimo composto da 14 tracce.
Il 23 marzo 2018, ha pubblicato un nuovo singolo intitolato Love again, scritto dal cantante Slimane con il quale ha collaborato.
In seguito è diventata un'influencer e ha interrotto la sua carriera di cantante in modo che potesse prendersi cura di sua figlia.
Nel 2020, partecipa a una nuova edizione di La France a un incroyable talent.

## Discografia

### Album
2017 – EP acoustique
2017 – Caroline Costa

### Singoli
Con la formazione Pop System
- 2007 – Laissez nous dire (Francia: #12)

Solista
- 2010 – Qui je suis (Francia: #14)
- 2012 – Je t'ai menti (con Ulrik Munther) (Francia: #107, Belgio: #6)
- 2012 – On a beau dire
- 2012 – Comment vivre sans toi
- 2013 – J'ai dit oui a partire da Robin des Bois
- 2015 – Blue (sotto il nome di Blue Velvet)
- 2016 – What a Feeling
- 2016 – Ailleurs
- 2016 – Maintenant
- 2017 – Maintenant (in collaborazione con Nico Lilliu)
- 2017 – Hot Play
- 2017 – I Say Hi
- 2017 – J'irai jusqu'au boût
- 2017 – Ça changera pas le monde
- 2018 – N'abandonne pas
- 2018 – Love again